# Walter Vollweiler
Walter „Volle“ Vollweiler, in Frankreich auch Walter Wollweiler, (* 12. April 1912 in Ulm, Deutschland; † 22. Januar 1991 in New York, Vereinigte Staaten von Amerika) war ein deutscher Fußballspieler, der auf Grund der Machtübernahme durch die Nationalsozialisten den Großteil seiner Karriere in Frankreich und den USA verbrachte.

## Leben
Vollweiler wurde als Sohn eines jüdischen Viehhändlers in Ulm geboren und begann seine Karriere beim Ulmer FV 1894, mit dem er 1929 die Kreismeisterschaft gewann und damit in die Bezirksliga aufstieg. In der Aufstiegssaison schoss der 17-jährige Mittelstürmer 75 Tore. Zwar konnten sich die Ulmer in der Bezirksliga Gruppe Südbayern gegen Konkurrenz wie den FC Bayern München oder den TSV Schwaben Augsburg nicht behaupten und stiegen als Tabellenletzter wieder ab, jedoch gelang 1932 der nochmalige Aufstieg. Vollweiler war Leistungsträger der Mannschaft, die sich im zweiten Anlauf in der Bezirksliga erheblich besser schlug. Das Ulmer Tagblatt beschrieb ihn als einen „mit allen Begabungen ausgestatteten Spieler, der in der Ballbehandlung an wendige und ideenreiche Internationale“ erinnere und dessen Spiel „dabei von großer Wucht und Durchschlagskraft“ sei.
Diese Talente blieben auch dem süddeutschen Fußballverband nicht verborgen, und so wurde Vollweiler im Oktober 1932 erstmals in die süddeutsche Auswahl berufen, wo er im Rahmen des Bundespokals in Leipzig gegen Mitteldeutschland in der Sturmmitte auflief und beim 4:2-Sieg zwei Tore erzielte. Anfang 1933 erfolgte der nächste Einsatz in der Verbandsauswahl, diesmal gegen Oberitalien. Im Frühjahr 1933 wurde Vollweiler vom Reichstrainer Otto Nerz zum DFB-Lehrgang nach Frankfurt eingeladen. Vollweiler erzählte Jahre später, Nerz habe ihm dabei zur Flucht aus Deutschland geraten. Im April 1933 erhielt Vollweiler – wie auch alle übrigen jüdischen Vereinsmitglieder – ein Schreiben des Vereins, in welchem ihm sein Ausschluss mitgeteilt wurde.
Vollweiler wanderte nach Frankreich aus, wo eben die erste Saison der neu gegründeten Profiliga lief, und spielte zunächst für den südfranzösischen FC Sète, mit dem er die Rückrunde zu Ende spielte. Nach Ablauf der Saison wechselte er zum Stade Rennais Université Club, wo mit Walter Kaiser ein weiterer deutscher Spieler aktiv war. Vollweiler konnte auf Anhieb überzeugen und war mit 25 Treffern maßgeblich daran beteiligt, dass die Bretonen den sechsten Platz belegen konnten. Für ihn bedeutete dies gleichzeitig den zweiten Platz in der Torschützenliste, Höhepunkt war ein Hattrick gegen den Racing Club de Paris mit Rudolf Hiden im Tor. Die beiden folgenden Saisons verliefen für ihn aber nicht annähernd so erfolgreich, der Verein landete jeweils im Mittelfeld der Tabelle und obwohl 1935 das Pokalfinale erreicht wurde, stand Vollweiler nicht in der Mannschaft, die schließlich gegen Olympique Marseille mit 0:3 unterlag. Insgesamt bestritt er für Rennes 43 Punktspiele, in denen ihm 39 Treffer gelangen. Außerdem wurde er mehrfach in der westfranzösischen Auswahlmannschaft eingesetzt.
1936 wechselte er zum Zweitligisten OFC Charleville, der kurz zuvor ebenfalls im Pokalfinale gestanden war. In den Ardennen spielte Vollweiler gemeinsam mit dem späteren Weltklassetrainer Helenio Herrera und dem nachmaligen Tormann der französischen Nationalmannschaft, Julien Darui, in einer Mannschaft. Nachdem in der ersten Saison noch ein sechster Platz erreicht wurde, konnte man 1938 erst in der Relegationsrunde den Klassenerhalt sichern. Die Saison 1938/39 konnte auf einem gesicherten Mittelfeldplatz beendet werden, danach verließ Vollweiler den Verein.
Nachdem seine Familie bereits 1938 in die Vereinigten Staaten ausgewandert war, folgte nun auch Walter Vollweiler in die Emigration. Dort setzte er seine Karriere in der Eastern District Soccer League, einer Amateurliga in New York fort. Sein Verein war der jüdische Prospect Unity Soccer Club, wo auch sein Bruder Kurt als Tormann aktiv war. In der Saison 1941/42 gewann der PUC den Meistertitel, und Vollweiler wurde mit 39 Toren überlegener Torschützenkönig.
Zu einer Fortsetzung seiner Fußballkarriere kam es jedoch nicht mehr, da er 1942 in die US-Armee einrückte. Nach dem Zweiten Weltkrieg betrieb Vollweiler eine optische Werkstatt und einen Brillenfachhandel in Miami. Als im Jahre 1988 die Stadt Ulm ihre ehemaligen Bürger jüdischen Glaubens zu einem Besuch einlud, folgte auch Walter Vollweiler dieser Einladung. Beim traditionellen Schwörmontagsspiel führte er den Anstoß aus und stiftete seinem Verein einen Pokal mit der Widmung „Verständnis und Toleranz“, der inzwischen als Wanderpokal bei einem integrativen Fußballturnier mit Behinderten ausgespielt wird.
Seit November 2022 wird im Nachwuchsleistungszentrum des SSV Ulm 1846 seiner gedacht, die Geschichte Vollweilers ist Teil von Präventionsveranstaltungen für die Nachwuchsteams des Klubs zum Thema Antisemitismus.